# ホセイン・アミールアブドッラーヒヤーン
ホセイン・アミールアブドッラーヒヤーン（ペルシア語: حسین امیرعبداللهیان、英語: Hossein Amir-Abdollahian、1964年4月23日 - 2024年5月19日）は、イランの外交官、外務大臣。姓はアミール・アブドラヒアンやアミラブドラヒアンとも表記される。

## 人物
イラン暦1305年5月6日（グレゴリオ暦1964年4月23日）生まれ。学生時代はテヘラン大学で国際関係論を専攻して卒業しており、母語のペルシア語のほか、アラビア語と英語にも精通している。
2011年から2016年にかけてイランの外務副大臣を務め、アラブおよびアフリカ問題を担当した。
2021年8月よりエブラーヒーム・ライースィー政権の下で外務大臣に就任。
2021年11月1日、アミールアブドッラーヒヤーンは新型コロナウイルス感染症（COVID-19）の検査で陽性反応を示した。
2024年5月19日、ライースィー大統領とともに搭乗したヘリコプターが北西部の東アーザルバーイジャーン州に墜落した（東アーザルバーイジャーン州ヘリコプター墜落事故）。翌20日に死亡が確認され、23日にテヘラン南郊に埋葬された。